# Ierland van A tot Z

## A
Achill Island -
Achill Sound -
Achonry -
bisdom Achonry -
Act of Union (1800) -
Gerry Adams -
Áes dána -
Tim Ahearne -
Bertie Ahern -
Frank Aiken -
Amhrán na bhFiann -
Anglo-Iers verdrag -
Annamoe -
Annalen van de Vier Meesters -
Antrim -
graafschap Antrim -
Araneilanden -
Áras an Uachtaráin -
bisdom Ardagh en Clonmacnoise -
Ard rí -
Arklow -
Armagh -
Aartsbisdom Armagh -
graafschap Armagh -
Aughinish (Clare) -
Aughinish (Limerick) -
Avoca plaats -
Avoca rivier -
Avonbeg -
Avondale House -
Avonmore -

## B
The Bachelors -
Ballaghadereen -
Ballinasloe -
Baileys -
Banba -
Bantry -
Bantrybaai -
John Banville -
Kevin Barry -
B*witched -
Bearna -
Samuel Beckett -
Brendan Behan -
Belfast -
Mary Bergin -
Ben Bulben -
George Berkeley -
Charles Bianconi -
Mary Black -
Black and Tans -
Blarney -
Blarney Stone -
Bloedige Zondag (1887) -
Bloody Sunday (1972) -
Luka Bloom -
Bodhrán -
Bohemians -
Bono -
Boomtown Rats -
Ciarán Bourke -
Boyne -
Charles Boycott -
Bray -
Bray Wanderers -
Máire Brennan -
George Brent -
Brian Boru -
Pierce Brosnan -
Brú na Bóinne -
Ierse Burgeroorlog -
Chris de Burgh -
Norman Burkett -
Burren -
Gabriel Byrne -
John Byrne

## C

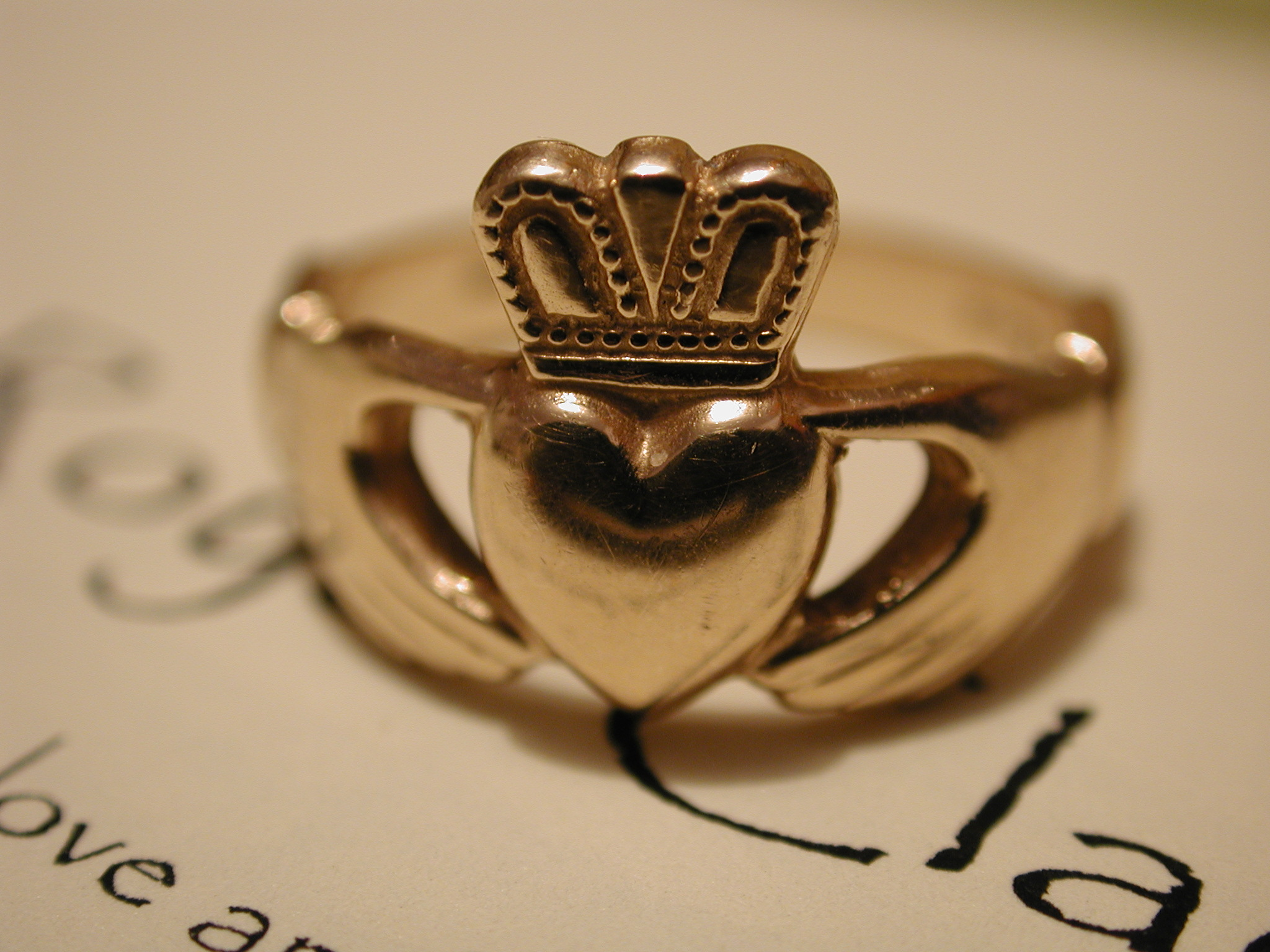
Claddaghring

Peter Caffrey -
Pat O'Callaghan -
Camogie -
Carlow -
County Carlow -
Carna -
Carrick-on-Shannon -
Carrick-on-Suir -
Carrantuohill -
Edward Carson -
Roger Casement -
Cashel -
Aartsbisdom Cashel en Emly -
Castlebar -
Cavan -
graafschap Cavan -
An Cheathrú Rua -
Robert Erskine Childers -
Cill Rónáin -
Claddagh -
Claddagh-ring -
Clannad -
Clare -
Claregalway -
Claremorris -
Adam Clayton (bassist) -
Cleareiland -
Clifden -
Cliffs of Moher -
bisdom Clogher -
Clonfert -
bisdom Clonfert -
Clonmel -
bisdom Cloyne -
Cobh -
Cobh Ramblers -
Coffin ship -
Eamonn Coghlan -
Eoin Colfer -
Michael Collins -
The Commitments (roman) -
The Commitments (film) -
Connacht -
Desmond Connell -
Connemara -
Deirdre O'Connell -
James Connolly -
Patrick O'Connell -
Hugh O'Conor -
Peter O'Connor -
Rory O'Connor -
Una O'Connor -
Cork -
bisdom Cork en Ross -
Cork City -
graafschap Cork -
The Corrs -
Counties van Ierland -
Alistair Cragg -
The Cranberries -
Croke Park -
Crúachan -
Cú Chulainn -
Joanne Cuddihy -
Cumal -
Liam Cunningham

## D
Dagda -
Dáil Éireann -
Cahal Daly -
Dalkey -
Danu -
Dargle -
DART -
Deirdre -
John Denham -
Derry -
bisdom Derry -
graafschap Derry -
Desmond-opstanden -
Dingle -
Dingle (schiereiland) -
Michael O'Doherty -
Joe Dolan -
Domnu -
Donegal -
graafschap Donegal -
Doolin -
Doonbeg -
graafschap Down -
bisdom Down en Connor -
Roddy Doyle -
Dromoland Castle -
Dromore -
bisdom Dromore -
Druïde -
Dublin -
Aartsbisdom Dublin -
graafschap Dublin -
Dublin Castle -
The Dubliners -
Duiske Abbey -
Dún Chaoin -
Dún Laoghaire -
Dunmanway -
Durrus

## E
Martin Earley -
Ebdani -
Edenderry -
The Edge -
Edgeworthstown -
Emain Macha -
Engelse volksplantingen -
Ennis -
Enniscorthy -
Enniskerry -
Enniskillen -
Ennistymon -
Enya -
Ériu -
Michael Everson

## F
Martin Fagan -
Fanore -
Farranfore -
Colin Farrell -
Michael Fassbender -
Ferbane -
Fermanagh -
Fermoy -
bisdom Ferns -
Fianna Fáil -
Fionn mac Cumhaill -
Fine Gael -
Fionnula Flanagan -
Foxford -
Foxrock -
The Frames -
Brenda Fricker

## G
Gaelic Athletic Association -
Gaelic football -
Gaeltacht -
Rory Gallagher -
Galway -
bisdom Galway -
bisdom Galway, Kilmacduagh en Kilfenora -
graafschap Galway -
Station Galway Ceannt -
Stephen Gately -
Bob Geldof -
Geschiedenis van Ierland -
Giant's Causeway -
David Gillick -
Glenageary -
bisdom Glendalough -
Glendalough -
Glenveagh National Park -
GPO -
Graanwetten -
Great famine -
Great Industrial Exhibition -
Lady Gregory -
Greystones -
Danny Guinan -
Guinness -
Guinness Storehouse

## H

Harp

Seán Hales -
Lisa Hannigan -
Mike Hanrahan -
Denis O'Hare -
Harp -
Richard Harris -
Frank Harte -
Mickey Harte -
Charles Haughey -
Joe Heaney -
Robert Heffernan -
Paul Hession -
Michael D. Higgins -
Lynn Hilary -
Patrick Hillery -
Hoge koning van Ierland -
Horslips -
Hothouse Flowers -
Howth -
Hozier -
Hurling -
Douglas Hyde -

## I
Ieren -
Ierland (eiland) -
Ierland (land) -
Iers-Gaelisch -
Ierse folk -
Ierse rebel muziek -
Ierse Republiek -
Ierse Vrijstaat -
Ierse Zee -
Inis Oírr -
Inishbofin -
Inishtrahull -
Inishturk -
INLA -
IRA -
Official IRA -
Provisional IRA -
Real IRA -
IRB -
Ireland's Call -
Irish Volunteers -
Andy Irvine -
ISO 3166-2:IE

## J
Cathy Jordan -
Dorothea Jordan -
Neil Jordan -
James Joyce

## K
Niamh Kavanagh -
Patrick Kavanagh -
Dolores Keane -
Ronan Keating -
Kells -
Bisdom Kells -
Book of Kells -
Alan Kelly -
Alan Thomas Kelly - 
Luke Kelly -
Kenmare -
Maria Doyle Kennedy -
Mark Kennedy -
Katholieke Kerk in Ierland -
J.M. Kerrigan -
bisdom Kerry -
graafschap Kerry -
Teresa Kidd -
Kevin Kilbane - 
Kildare -
bisdom Kildare en Leighlin -
graafschap Kildare -
Kilkee -
Kilkenny -
graafschap Kilkenny -
Killala -
bisdom Killala -
Killaloe -
bisdom Killaloe -
Killimer -
Killiney -
Killybegs -
Kilmacduagh -
bisdom Kilmore -
Kilrush -
Kingscourt -
Kinsale -
The Kelly Family -
Knock -
Koninkrijk Ierland

## L
Mick Lally -
Lansdowne Road -
Laois -
Con Leahy -
Lebor Gabála Érenn -
Lee -
Leenaun -
Leinster -
Leitir Mealláin -
Leitir Móir -
Leitrim -
Letterfrack -
Letterkenny -
C.S. Lewis -
Liffey -
Lifford -
Lisdoonvarna -
Lijst van premiers van Ierland -
Lijst van presidenten van Ierland -
Limerick -
bisdom Limerick -
County Limerick -
Lismore -
Longford -
Olive Loughnane -
Loughrea -
Louth -
Lúnasa -
Phil Lynott

## M
Mayo -
graafschap Mayo -
Mary McAleese -
John McDermott - 
Martin McGuinness -
Evan McGuire -
Catherina McKiernan -
Colm Meaney -
bisdom Meath -
graafschap Meath -
Medb -
Mellifont Abbey -
Mellow Candle -
Michael Davitt-brug -
Liam Miller - 
Monaghan -
graafschap Monaghan -
Monasterboice -
Moving Cloud -
Moving Hearts -
Larry Mullen jr -
Munster

## N
National Gallery -
Navan -
Nenagh -
Newgrange -
Newmarket-on-Fergus -
Kathleen Newton -
Willie Nolan -
Noodtoestand (Ierland) -
Noord-Ierland

## O
Sean O'Casey -
Offaly -
Ogham -
Oireachtas -
Peter O'Toole-
Liam O'Maonlai

## P
Paasopstand -
Charles Stewart Parnell -
Partry -
Sint Patrick -
Padraigh Pearse -
Kieran Phelan -
The Pogues -
Pond sterling -
Portarlington -
Portlaoise -
Portmagee -
The Prayer Boat -
President van Ierland -
Provincies van Ierland -
Punt

## Q
Quilty -
Quin Abbey -
Máire Geoghegan-Quinn -
Niall Quinn -
Stephen Quinn

## R
Ráth
Rathdrum -
Raphoe -
Rathcoole -
Rathdrum -
Rathnew -
Stephen Rea -
Albert Reynolds -
Roscommon -
Ring of Kerry -
Radio Telefís Éireann -
Mary Robinson -
Nicolas Roche -
Stephen Roche -
Rock of Cashel -
Ros an Mhil -
Rosslare -
Roundstone -
Roundwood -
Derval O'Rourke -
Tony Ryan

## S

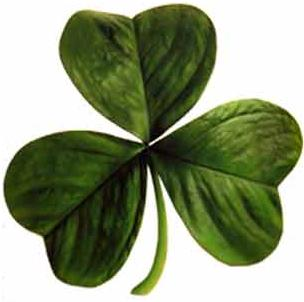
Shamrock

Sandymount -
Dana Scallon -
Seanad Éireann -
Darren Shan -
Eleanor Shanley -
Shannon (plaats) -
Shannon (rivier) -
Deirdre Shannon -
Alex Sharpe -
Shamrock Rovers -
Fiona Shaw -
George Bernard Shaw -
Robert Sheehan -
Sídhe -
Sinn Féin -
Skibbereen -
Sligo Abbey -
Sligo -
County Sligo -
Kasey Smith -
Michelle Smith -
Harriet Smithson -
Victoria Smurfit -
Geraldine Somerville -
St. Patrick's Day -
An Spidéal -
John Spillane -
Dáithí Sproule -
Bram Stoker -
Gillian O'Sullivan -
Maureen O'Sullivan -
Sonia O'Sullivan -
Sutton

## T
Táin Bó Cúailnge -
Tallaght -
Tánaiste -
Taoiseach -
Tara -
Tarbert -
Taste -
Thin Lizzy -
Thurles -
Tipperary -
graafschap Tipperary -
Bob Tisdall -
Stuart Townsend -
Tralee -
Tramore -
John Treacy -
Trim -
Tuam -
Aartsbisdom Tuam -
Tuar Mhic Éadaigh -
Túath -
Tuatha Dé Danann -
Tullamore -
Tullamore Dew -
Aidan Turner -
Twaalf juli -
Tydavnet -
Tyrone -

## U
U2 -
Uilleann pipes -
Ulaid -
Ulster -
Ulstercyclus -
Ulysses -
Uí Néill -
The Undertones -
Urlingford -
James Ussher

## V
Éamon de Valera -
Vartry -
Verenigd Koninkrijk van Groot-Brittannië en Ierland -
Verenigd Koninkrijk van Groot-Brittannië en Noord-Ierland -
Vrijstaat

## W
Dermot Walsh -
Waterford -
Waterford Crystal -
County Waterford -
Westmeath -
Westlife -
Westport -
Wexford -
County Wexford -
Whitegate -
Wicklow -
Wicklow -
Wicklow Mountains -
Oscar Wilde-
Colm Wilkinson -
Jayne Wisener -
Andy White -
Theobald Wolfe Tone -
Wolfe Tones -
Woodenbridge -
Woodlawn -
Jackie Wright

## Y
William Butler Yeats -
Youghal

## Z
David van Zanten